# Konradijnen

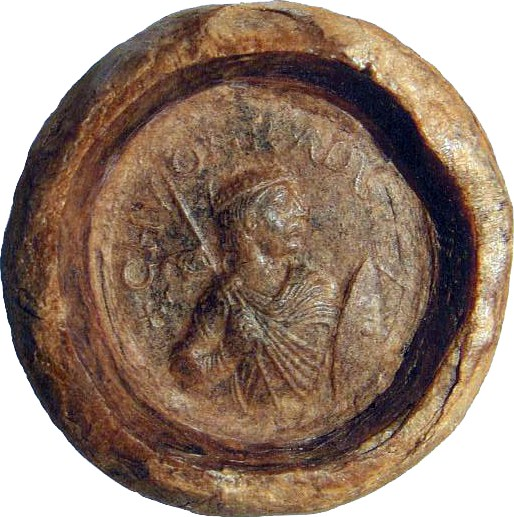
Zegel van Koenraad I van Franken.

De Konradijnen waren een geslacht van Frankische hertogen en graven van de 8e eeuw tot de 11e eeuw, genoemd naar Koenraad de Oudere en diens zoon, de Oost-Frankische, Duitse, koning Koenraad I van Franken, de Jongere.
Het geslacht wordt voor het eerst vermeld in 832 met graaf Gebhard in Neder-Lahn. Zijn zoons worden in 861 vermeld als propinqui (naaste verwanten) van Adalhard de Seneschalk, die nog gediend had onder Lodewijk de Vrome.
De werkelijke opgang van het geslacht start met Oda, echtgenote van keizer Arnulf van Karinthië. In relatie tot Oda wordt Koenraad de Oudere dikwijls vermeld als nepos (neef, kleinzoon, afstammeling) van de keizer. Na Arnulfs dood werden de Konradijnen de machtigste familie van het koninkrijk. Koenraads broer Gebhard van Franconië werd hertog van Lotharingen in 903. In 906 versloegen Koenraad de Oudere en Koenraad de Jongere de rivaliserende graven van Babenberg in de slag bij Fritzlar en verwierven zij de heerschappij in Frankenland.
In 911 werd Koenraad de Jongere tot koning gekozen, waardoor een einde kwam aan de Karolingische heerschappij over Oost-Frankenland. Koenraad stierf kinderloos, en om de eenheid te bewaren werd Hendrik I de Vogelaar van de Liudolfingen tot koning verkozen. De Konradijnen werden nu een plaatselijk vorstengeslacht. In 982 verwierven zij opnieuw het hertogdom Zwaben, verloren het nadien en verwierven het opnieuw tot 1036.

## Referentie
- A. Gerlich, art. Konradiner, in Lexikon des Mittelalters V (1991), col. 1369.